# كموش (إله)
كَموش (بالمؤابية: 𐤊𐤌𐤔) هو إله سامي قديم موثق خلال العصر الحديدي. كان كموش الإله الأعلى لدولة موآب والإله الراعي لسكانها، الموآبيين،  الذين أطلق عليهم بالتالي اسم "شعب كموش". يرد كموش خلال النقوش الموآبية والكتاب المقدس العبري.

## الاسم
اسم كموش مذكور في اللغة الموآبية بصيغة 𐤊𐤌𐤔 ك م ش) ، والتي كانت تنطق كَمُوش).
وما يزال أصل الاسم غير خلاف، ومن غير الواضح ما إذا كان مرتبطًا باسم الإله الإبلاوي كميش (𒀭𒂵𒈪𒅖) أو اسم الإله الأوغاريتي (𐎘𐎑𐎆𐎋𐎎𐎘) أو أنه لقب للإله الرافديني 𒀭𒌋𒄥 (نرغال) والذي ربما كان يعني "ثور" (𒀭𒅗𒄠𒈲).
وفقًا لإحدى الفرضيات فإن الأسماء كَمِش وكَماثو وكَموش وكَمّوش متطابقة، وبالتالي فهي صفات تعني "المنتصر" و"المخضع"، وترتبط بالمصطلحات الأكادية (𒅗𒈾𒋗/𒅗𒈾𒋙 كَناشو) و (𒅗𒈠𒀀𒋙 كَماشو) و (𒅗𒈠𒋢 كَماشو)، وتعني "الخضوع لسيد أعلى أو لإله" و"الانحناء"، بالإضافة إلى المصطلح العربي الجنوبي القديم 𐩠𐩫𐩣𐩪 هكمس ) وتعني "أذل، قهر".
يرد كموش في الكتاب المقدس العبري بصيغة כְּמוֹשׁ كَموش). ويُكتب في الترجمة اللاتينية Chemosh)، في حين أن النطق الدقيق لاسم الإله والذي يعكس النطق الموآبي هو كَموُش، ويرد بدقة أكبر في الترجمة السبعينية بصيغة Χαμως (خَموُس) وفي نسخة الفولغاتا بصيغة Chamos.

## تاريخ

### الأصل
أصل الإله الموآبي كموش غير واضح، على الرغم من أنه ربما كان هو نفسه إله إبلا في العصر البرونزي المسمى كَمِش (𒀭𒂵𒈪𒅖 )، والذي يوثق وجوده منذ حوالي 2300 قبل الميلاد، مما يشير إلى أن كموش ربما كان إلهًا ساميًا قديمًا. توجد فجوة كبيرة بين الشاهد الإبلاوي خلال القرن الثالث والعشرين قبل الميلاد وشهادة الموآبيين كموش في القرن التاسع قبل الميلاد، مع غياب أي إشارة إلى أي من هذه الآلهة في الأسماء الأمورية من القرن الحادي والعشرين إلى القرن الخامس عشر قبل الميلاد، ومع ذلك، فإن هذا يجعل التطابق بين كاميش وكموش محل شك كبير. 

### العصر الحديدي
في القرن التاسع قبل الميلاد، كان كموش هو الإله الرئيس لمملكة موآب الكنعانية، التي كانت عبادته من سمات الموآبيين. يبدو أن عبادة كموش كانت مقتصرة على الموآبيين، ولا يظهر اسمه في النقوش المعاصرة في شمال الجزيرة العربية، إلا من نقش مكتشف حديثاً في عام 2015 يحتوي استعاذة بالآلهة "ملكم وكموش وقوس".
خلال هذه الفترة نفسها، عثر على كموش 𐤏𐤔𐤕𐤓 (عشتر)، بصفته تكييفاً مؤابياً لإله الجزيرة العربية عثـتر، وهو نفسه شكل من أشكال الإله السامي لكوكب الزهرة، وذلك في صيغة مشتركة (𐤏𐤔𐤕𐤓𐤊𐤌𐤔 عشتر-كموش) يتم إثبات الدور النجمي لعشتر نفسه من خلال ذكره مع إله القمر ساجار في نقش دير علا، والذي كان موضوعه إلى حد كبير إلهة الشمس شاباش، وبالتالي تشكيل ثالوث من الشمس والقمر والزهرة على غرار جنوب الجزيرة العربية، ويدل على تأثير ديني لجنوب الجزيرة العربية في موآب.
خلال القرن التاسع قبل الميلاد، خضعت مملكة موآب لمملكة إسرائيل أثناء حكم ملكي الدولة الأخيرة (عمري وأخاب). كتب الملك الموآبي ميشع في القرن التاسع قبل الميلاد، الذي اعتلى العرش الموآبي في عهد آخاب، كتب في نقوشه أن الإسرائيليين تمكنوا من إخضاع موآب لأن كموش كان غاضبًا من شعبه، أي الموآبيين.
سرعان ما تمرد ميشع ضد الهيمنة الإسرائيلية وشرع في سياسة توسعية ضد الإسرائيليين، والتي نفذها كحرب مقدسة بمثابة طقوس لكموش. بعد أن استولى ميشع على مدينة عطاروت الجادية، ذبح جميع سكانها وفاء لنذره لكموش ولسكان موآب، وأحضر حارس عطاروت، رئيس جاد، أورئيل، إلى قريوت، حيث ذبحه ميشع لكموش. عندما غزا ميشع بلدة نيبو، بعد الاستيلاء على عطاروت، ضحى بجميع سكان المدينة الإسرائيليين لعشتار كموش، على الأرجح بسبب وظيفة عشتار كإله منتقم جرت مناجاته في اللعنات ضد الأعداء، كما نقل جميع أغنام معبد يهوه في نيبو إلى معبد كموش، حيث قدمها أضاحٍ لكيموش. وسجل ميشع في مسلته انتصاره أنه بنى مكانًا مرتفعًا مخصصًا لكموش في قلعة العاصمة الموآبية ذيبان ليشكر الإله على انتصاره في حملته العسكرية ضد بني إسرائيل.

### فترات لاحقة
كان كموش لا يزال يُعبد بعد انتهاء المملكة الموآبية، وظهر اسمه في أسماء الأعلام المركبة للمؤابيين الذين يعيشون في مصر وبابل. ويرد ذكر كموش في نقش آرامي من الكرك، يعود تاريخه إلى القرن الثالث قبل الميلاد. وخلال فترات الحكم الهلنستي والروماني لموآب، عثر على كموش بصفته إله الحرب اليوناني آريس، ولهذا السبب أطلقت السجلات اليونانية الرومانية على مدينة الربة اسم (Αρεοπολις اريوبولس) وتعني "مدينة آريس".

### موروث

#### الكتاب المقدس
يرد كموش في الكتاب المقدس العبري، حيث دُعي بإله العمونيين في وقت ما، رغم الإشارة إليه لاحقًا بشكل صحيح باسم לִכְמוֹשׁ֙ אֱלֹהֵ֣י מוֹאָ֔ב (كِموش إلوهي ماآب: كموش رب مؤاب) ودعي لاحقاً بصيغة שִׁקֻּ֣ץ מוֹאָ֔ב (شِقّوص ماآب: رجس مؤاب). ووفقًا للرواية التوراتية، أدخل الملك سليمان عبادات عشتروت وكموش وملكم في القدس الشرقية لمحظياته الأجنبيات، وقام الملك اليهودي اللاحق يوشيا فيما بعد بتدمير المرتفعات لهذه الآلهة خلال إصلاحه لعبادة مملكته. في أسفار ملوك الكتاب المقدس، يُزعم أن الملك الموآبي ميشع أنه ضحى بابنه لكموش على سور مدينته عندما واجه موقفًا صعبًا في الحرب، وبعد ذلك كافأ كموش ميشع على الفور بتدمير مملكة إسرائيل . إن الادعاء بأن ميشع ضحى بابنه لكموش ظل حتى الآن غير قابل للتحقق ولم يتم إثباته في أي نقش موآبي. أعلن النبي اليهودي إرميا في القرن السادس قبل الميلاد لاحقًا أنه سيتم نفي كموش وكهنته وأمرائه.

## العبادة

### دوره
كان لكموش دور عسكري، ولهذا أطلق عليه الملك الموآبي ميشع لقب "المخضع لأعداء موآب"، ونسب لكموش انتصاراته العسكرية، وبسبب ارتباطه بعشتر الذي كان الإله العربي لكوكب الزهرة، يبدو أن كموش كان له أيضًا جانب نجمي. وبصفته الإله الراعي لموآب، فقد اعتقد الموآبيون أن غضب كموش ضدهم سيؤدي إلى إخضاعهم، وأن رضاه سيضمن استقلالهم وانتصارهم في الحرب. وبناءً على افتراض أن اسمه ربما كان هو نفس اللقب الرافديني كَمُّش (𒀭𒅗𒄠𒈲 )إله العالم السفلي في بلاد ما بين النهرين، نرغال، ربما كان للإله الموآبي كموش دور إله من العالم السفلي (Chthonic).

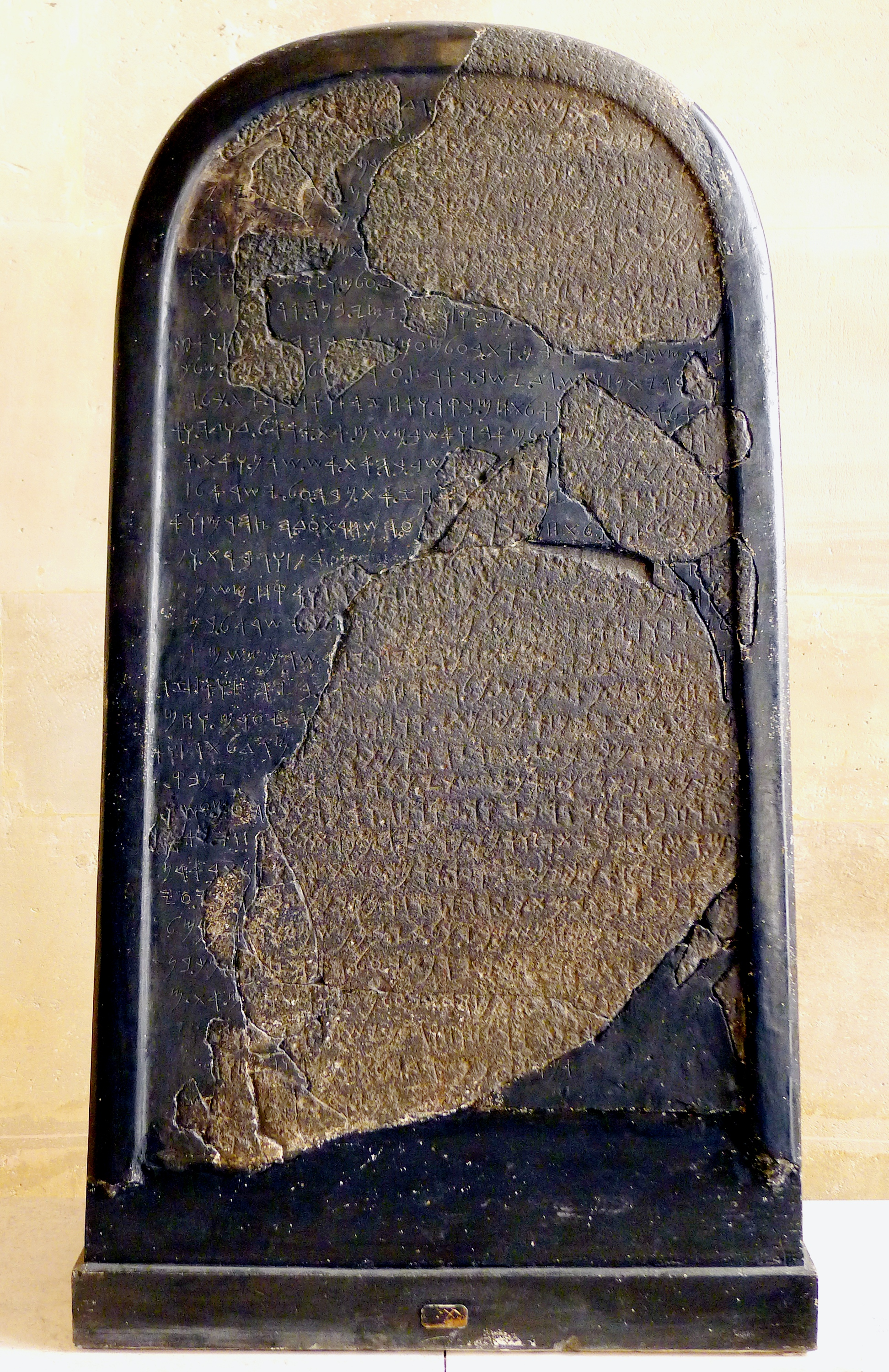
مسلة ميشع ، أقيمت في 840 قبل الميلاد تكريما لكموش

### المعابد
من المحتمل أن يكون المعبد الرئيسي لكموش في موآب يقع في مدينة كيريوث الموآبية المهمة، والتي تعد حاليًا موقعًا على تلة عالية حيث تم اكتشاف بقايا موآبية من العصر الحديدي الأول إلى الثاني، بما في ذلك قطع الفخار. وسجل ميشع انتصاراته في مسله أنه بنى مكانًا مرتفعًا مخصصًا لكموش في قلعة العاصمة الموآبية ذيبان ليشكر الإله على انتصاره في حملة عسكرية ضد بني إسرائيل. وأشار إلى كموش بصفته الساكن في القلعة. وزعم ميشع أيضًا أنه أعاد بناء مكان عالي، مما يشير إلى وجود معبد هنا يضم سبعة مذابح. لكن بقايا هذا الهيكل لم يتم اكتشافها بعد، ومن غير المعروف ما إذا كانت عبادة كموش قد أقيمت هناك أم لا.